# 콜트 AR-15

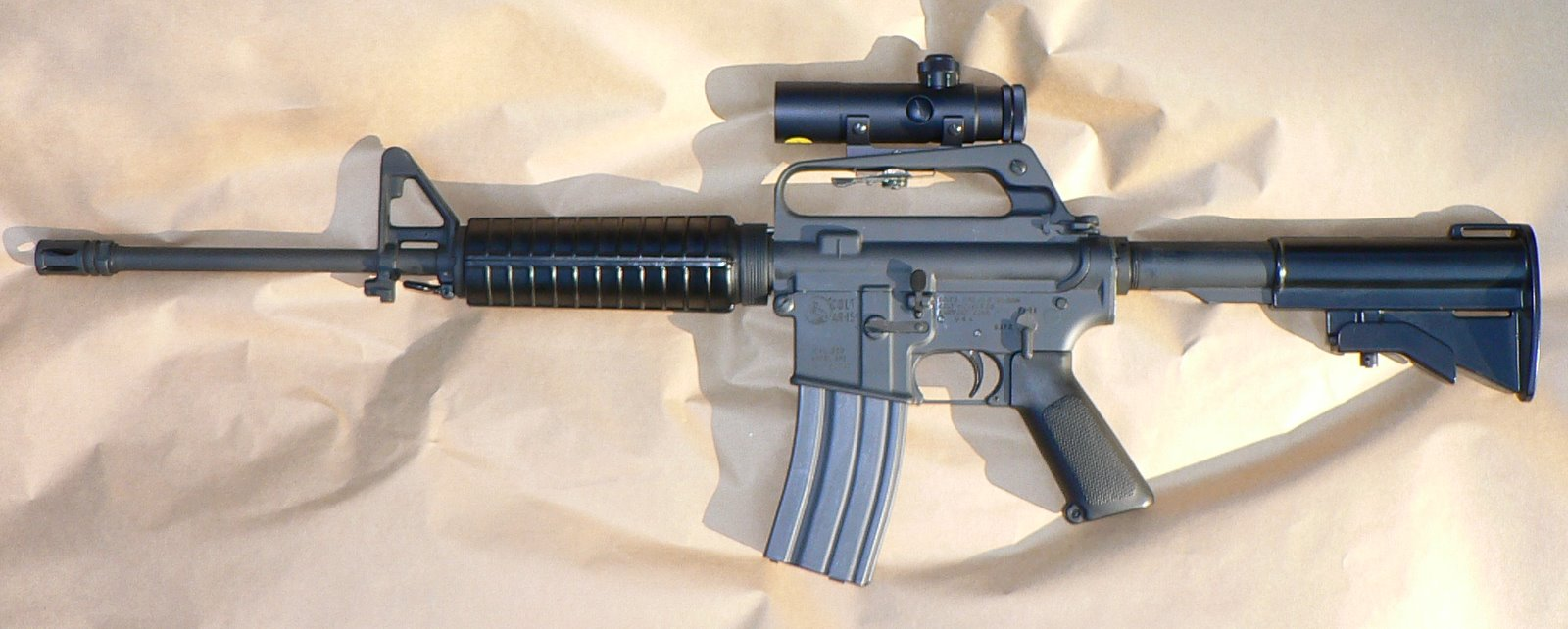

콜트 AR-15은 미국 콜트사가 생산하는 5.56×45mm 구경 반자동 소총이다.
외형이 M16 소총처럼 생긴게 포인트이다.

## 역사
1957년 윌리엄 G. 와이맨 육군 사성장군의 요청으로, 미국은 .223 구경 (5.56 mm), 반자동 자동 선택형, 무게 6 파운드 (2.7 kg), 20발 탄창을 장착한 소총을 개발하기로 하였다. 5.56 mm 구경 탄환은 미군 헬멧을 500 야드 (460 m)에서 관통할 수 있다. 예전에 쓰던 M14 소총의 7.62 mm 대구경 저속 탄환은 헬맷을 관통하지 못했다.
1958년 아말라이트 사는 아말라이트 AR-15 소총을 개발, 생산을 개시했다. 1959년 자금난이 생긴 아말라이트사는 AR-10, AR-15의 특허권을 콜트사에 판매했다. 콜트사는 Colt ArmaLite AR-15란 이름으로 판매했다. 1962년 미군 M16 소총으로 채택되었다.
콜트 AR-15는 1964년부터 현재까지 생산중이다. 미군 M16 소총은 자동 반자동을 스위치로 선택할 수 있지만, AR-15는 반자동 버전이다. 미국은 민간용으로는 자동 소총을 판매하지 못한다.
현재는 M16 자동 소총의 특허가 만료되어, 독일, 스위스, 한국 등 많은 총기회사들이 반자동 AR-15를 생산한다. 이 회사들의 소총도, 반자동 모델일 경우에는 보통 AR-15라고 부른다.
미군 M16 소총은 아말라이트 사의 유진 스토너가 개발한 것으로 매우 유명하다. 미국 유진 스토너의 5.56 mm M16 소총과 소련 미하일 칼라시니코프의 7.62 mm AK-47 소총은 전세계의 대부분의 군대가 사용하는 양대산맥이다. 북한은 구형 7.62 mm AK-47 소총(58식 보총)을 신형 5.45 mm AK-74 소총(88식 보총)으로 교체했다.

## 사건사고
- 2017년 6월 14일 - 미국 집권당인 미국 공화당 서열 3위인 원내총무 스티브 스컬리스(51) 5선 하원의원이 괴한의 AR-15 소총 공격을 받았다. 총알 한발이 골반을 관통해 내장을 상당히 훼손했다.[1] 목격자들은 50발 이상 또는 100발 이상이 발사된 것 같다고 말했다.
- 2016년 6월 12일 - 올랜도 테러 발생. 테러범들이 나이트클럽에 가득찬 사람들 3분의 1가량을 향해 AR-15 소총을 난사, 사망자 49명, 부상자 54명으로 미국 역사상 최악의 총기난사 사건이 발생했다. AR-15는 "테러리스트의 소총", "미국의 소총"으로 불린다. 편의점에서 운전면허증과 70만원만 있으면 구입할 수 있다.[2] 미국내에서 400만정 이상이 민간용으로 팔렸다.
- 2015년 12월 2일 - 샌버너디노 테러 발생. LA 인근 샌버너디노 시의 발달장애인 복지·재활시설에서, 테러범 사이드 파룩과 타쉬핀 말리크 부부가 카운티 공무원들의 크리스마스 송년 파티에서 AR-15 소총을 난사해 14명을 죽이고 22명을 다치게 했다.

## 같이 보기
- 아말라이트 AR-15
- 헤클러운트코흐 HK416 - 독일의 AR-15
- SIG SG 516 - 스위스의 AR-15
- en:Smith & Wesson M&P15 - 미국 스미스 앤 웨슨의 AR-15
- 다산기공 DSR15 - 한국 다산기공의 AR-15